# Бурлева
Бурлева — деревня в городском округе Верхотурский Свердловской области.

## География
Деревня Бурлева расположена на правом берегу реки Туры, в 62 километрах на юго-восток от города Верхотурья.

### Часовой пояс
Бурлева как и вся Свердловская область, находится в часовой зоне МСК+2. Смещение применяемого времени относительно UTC составляет +5:00.

## Население
| 2002 | 2010 |
| ---- | ---- |
| 2    | ↘1   |

## Инфраструктура
В деревне Бурлевой всего одна улица — Речная.